# ファンタジー漫画
ファンタジー漫画（ファンタジーまんが、英: Fantasy comics）は、漫画のジャンルの一つ。ファンタジーを題材とし、現実とは異なった空想世界を舞台としたり、または魔法や幻想的な要素を含んでいるものをいう。

## 日本のファンタジー漫画の歴史
日本の漫画は子供向けのメディアとしてスタートしており、魔法や現実には起こらない不可思議な出来事が作品の中で描かれることは普通であり、それらをことさらにファンタジー漫画と見ることは無かったし、ジャンルとして定義されることも無かった。
今日の目で見ると、手塚治虫の『リボンの騎士』（1953年）や水野英子の『星のたてごと』（1960年）などは本格的なファンタジー漫画の先駆的な作品と見ることが出来る。
これらのファンタジー漫画として分類されうる作品は主として少女漫画で描かれていたが、1990年頃より少年漫画や青年漫画でも描かれるようになってきた。1993年には『月刊Gファンタジー』（エニックス、現・スクウェア・エニックス）、1994年には『月刊ASUKAファンタジーDX』（角川書店、後に『ふぁんデラ』と誌名を改定）などファンタジー漫画誌が創刊されており、2000年代に入ると『夢幻館』（朝日ソノラマ / 朝日新聞出版）などのファンタジーを主題とした漫画雑誌が刊行されている。